# Last Fall
|  | Denne artikel er oprettet af botten PalnaBot ud fra en ekstern database. Den kan derfor have sproglige fejl eller mangler. Denne skabelon kan fjernes efter kontrol af indholdet. |

Last Fall er en animationsfilm fra 2011 instrueret af Andreas Thomsen efter manuskript af Michael Valeur, Jericca Cleland.

## Handling
Da et flystyrt er skyld i at en hengiven far mister sin lille datter følger han efter hende ind i døden og opdager det mekaniske efterliv. Dette kompromisløse og robotstyrede system stiller ham overfor stor fare.